# 제시 더글러스

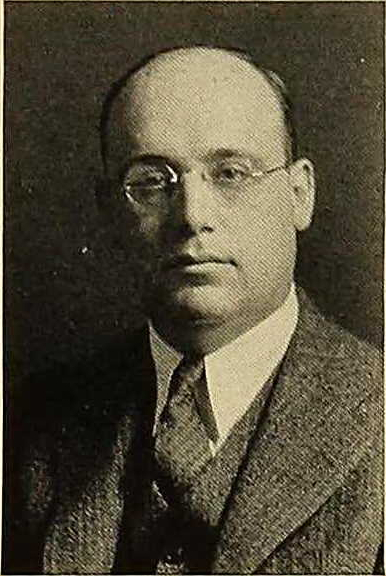

제시 더글러스(영어: Jesse Douglas IPA: [ˈdʒɛsi ˈdʌgləs], 1897년 7월 3일 ~ 1965년 10월 7일)는 미국의 수학자이다. 그는 1916년부터 1920년까지 뉴욕 시립 대학교에서 수학을 전공했고 1920년에서 1924년까지 컬럼비아 대학교에서 석사와 박사학위를 취득했다. 1936년 최초로 수여된 필즈상을 수상한 두 명의 수학자들 중 한 명이다. 그의 필즈상 수상 업적은 그가 1930년에 해결한 플라토의 문제(Plateau problem)에 대한 공로로 인한 것인데, 플라토의 문제란 임의의 주어진 테두리에 대해서 어떤 최소곡면이 존재할 것인가 하는 것이었다. 이 문제는 1760년에 라그랑주가 학계에 질문을 던진 이후 그때까지 증명되지 못하였는데, 변분법의 한 분야였었으며, 일반적으로는 비누 거품 문제로도 알려져 있었다. 이 문제를 해결한 공로로 더글러스는 1943년에는 미국 수학회로부터 보커 상(Bôcher Prize)을 수여받았다.
더글러스는 뉴욕 시립 대학교의 교수가 되었고, 그곳에서 그가 사망할 때까지 가르쳤다. 그 당시에는 뉴욕 시립 대학교는 학사학위만을 수여하고 있어서 대학원생들이 없었고, 그래서 학부생들이 실변수 해석학에 대한 기초 과목들을 필즈상 수상자에게서 직접 수강하는 영광을 누리기도 하였다.

## 몇가지 주요 논문
- Douglas, Jesse (1931). Solution of the problem of Plateau. Trans. Amer. Math. Soc. 33 (1): 263–321.
- Douglas, Jesse (1939). Green's function and the problem of Plateau. American Journal of Mathematics 61: 545—589.
- Douglas, Jesse (1939). The most general form of the problem of Plateau. American Journal of Mathematics 61: 590–608.
- Douglas, Jesse (1939). Solution of the inverse problem of the calculus of variations. Proceedings of the National Academy of Sciences 25: 631–637.

## 플라토의 문제에 대한 관련 서적
- The Problem of Plateau - A tribute to Jesse Douglas and Tibor Rado', (River Edge, NJ, 1992).
- M. Struwe: Plateau's Problem and the Calculus of Variations, ISBN 0-691-08510-2
- R. Bonnett and A. T. Fomenko: The Plateau Problem (Studies in the Development of Modern Mathematics), ISBN 2-88124-702-4
- M. Giaquinta and S. Hildebrandt: "Calculus of Variations", Volumes I and II, Springer Verlag

## 참고
- Biography in Dictionary of Scientific Biography (New York 1970-1990)
- Biography in Encyclopaedia Britannica (Aug. 2003)